# يجب أن تكون صحة الشعب القانون الأسمى

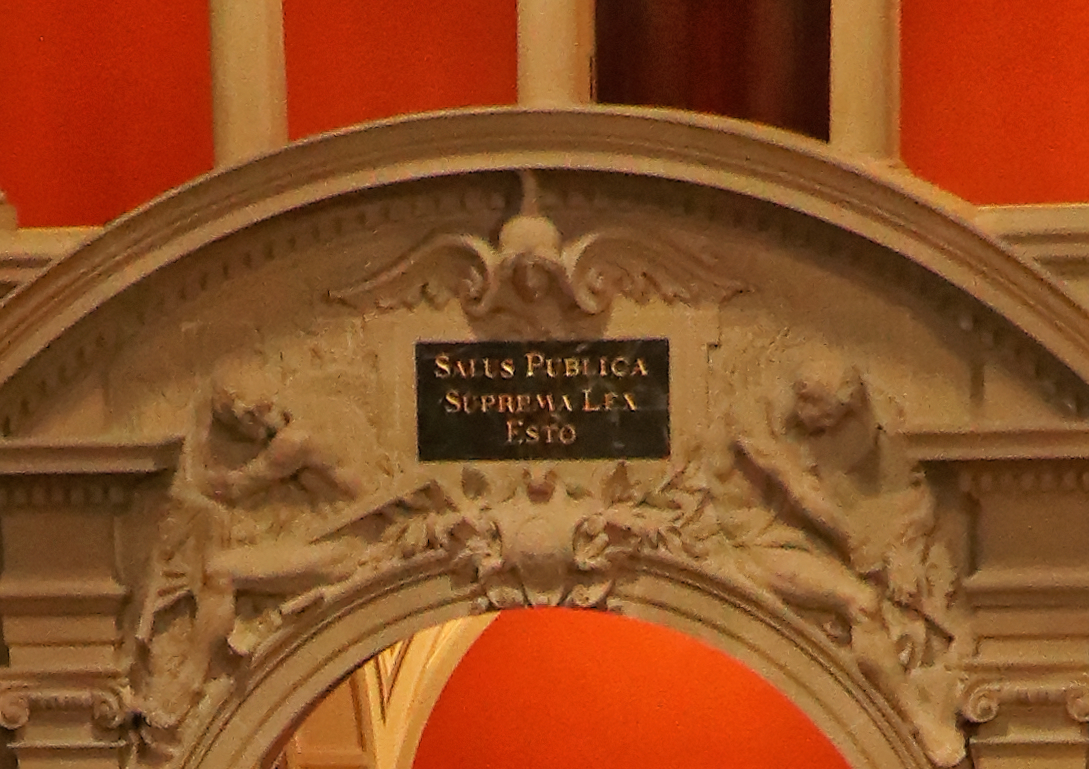

Salus populi suprema lex esto : (بالإنجليزية: "The health of the people should be the supreme law," "Let the good of the people be the supreme law" or "The welfare of the people shall be the supreme law")‏ هي عبارة لاتينية تعني "يجب أن تكون صحة الشعب القانون الأسمى"، "دع خير الشعب يكون القانون الأسمى'، "دع رفاهية الشعب تكون القانون الأسمى" موجودة في كتاب القانون لشيشرون (في الكتاب الثالث، الجزء الثالث، الفقرة الثامنة) بOllis salus populi suprema lex esto
تستخدم العبارة كأحد شعارين ولاية ميزوري وهي أيضا موجودة علي ختم الولاية. توجد أيضا كشعار أو علي شعر النبالة في  مدينة سالفورد ، ولندن بورو من ويشام ، إيسلي ، هارو ، ليثام سانت آن ، تيبتون ، منتصف ساسكس ، غرب لانكشاير ، سوينتون وبندلبيري ، اورمستون ويلينهال. ماناساس بارك، بولاية فرجينيا